# 但丁的地狱之旅：动画史诗
《但丁的地狱之旅：动画史诗》（英語：Dante's Inferno: An Animated Epic）是一部于2010年2月9日发行的录像带首映动画电影。由美国艺电游戏改编而成，由罗曼电影制作公司进行制作，电影情节是由乔纳森·克耐特写作。

## 剧情
该电影分成了若干部分，每一章都有其旅程标题。
抵达：
电影开始于但丁·阿利吉耶里从十字军东征退伍回到多年未归的家乡途中。他内心独白说：他旅行许久的森林十分晦暗，他感到死亡的气息正在临近。他说他能侦查到有人在跟踪他，但每次他试图接近时却消失无踪。在抵达家后，他发现他的仆人们被杀了，他的父亲亦死了，他心爱的未婚妻碧翠斯躺在地上，由于腹部被刺穿而奄奄一息。当她死的时候，但丁兑现了曾经许下“会回到她身边”的承诺，她松了一口气。当她死后，变成一个灵魂，并开始升入天堂。不过路西法以阴影出现，带她通过地狱之门进入了地狱。但丁遂紧追不舍，来到了地狱的门口然而门却已关，维吉尔引导他进入地狱之前，他在门口逗留了许久。之后但丁祈求主的帮助，他推开了地狱之门，进入了地狱。
进入地狱：
入境时，但丁和维吉尔搭上了卡戎的船，那是一个以卡戎為主體架構成的渡轮，可将凡人的灵魂渡过冥河穿入地狱的第一圈。卡戎对他的亡者旅客们并不友善，可怕的恶魔也在攻击着但丁。但丁击退他们，并杀死了卡戎，将其撞毁于地狱第一圈的岸边，并将他的剑换成了一把可伸缩的长柄巨镰。
灵薄狱：
维吉尔和但丁进入了地狱的第一圈，即灵薄狱，这里主要是虔诚的异教徒和未受洗婴儿的处所。正是在这里，但丁得知了碧翠斯在他离家时怀上了他的孩子，但不幸的是孩子流产了。他还没来得及悲伤，就很快被魔鬼般的幽灵孩子攻击并淹没了。当他和维吉尔逃进一个大型的建筑内时，他们遇到了许多哲学家和思想家，如柏拉图和苏格拉底。在即将离开时，遇到了一个但丁在十字军东征期间遇到多的异教徒。他们继续前进，终于遇到被判罪的米诺斯王，他的任务是審斷所有被判罪的灵魂到底是去地狱具体哪一环。他拒绝了但丁通过，于是他们开始了战斗。但丁将米诺斯拖到他自己的审判纺车上而将其杀死。由于米诺斯消退，但丁和维吉尔到了地狱的第二圈。与此同时，路西法以酷刑折磨碧翠斯，用但丁没有信守自己的承诺来无休止地折磨与嘲弄她。
欲望：
在下降到风暴肆虐的地狱第二圈的岸边后，但丁发现许多身体在风中飞舞缠绵。维吉尔解释说，这个岛是地狱的欲念之圈，在這其中，激情的风暴永无止境。但丁追随着远处碧翠斯的呼喊，最后来到了一个满是邪恶妓女的房间，她们还会变换体态。当她们试图杀死他时，他终于意识到他确实违背了自己对碧翠斯的承诺：在十字军东征时，一位异教妇女为了挽救她的丈夫不被十字军殴打致死而答应向但丁提供性服务。在想当然以为自己作为十字军可被“赦免一切的罪”后，他接受了那个妇女的条件。听到这话后，碧翠斯开始失去了信心，她还是不愿意去承认路西法提供她的訊息居然是真的。
暴食：
在此是生前貪得無厭，以致於他們死後在這裡受飢餓及匱乏之苦的罪惡之環，许多的暴食者被這一環的看守者地狱犬刻耳柏洛斯吞食，维吉尔告诉但丁，唯一进入下一环地狱的方式就是进入地狱犬的内部。但丁使自己被牠吃掉，最终进入了那头地狱犬的体内。但丁在那遇到了一个他在人间认识的男子，并知道那个男子的痛苦并对其怀有恻隐之心，于是但丁用他的十字架与信心，释放那个男子进入了天堂，那人不用再忍受地狱中的酷刑了。这挑起了路西法的愤怒──他隨意釋放受罪的靈魂──并向但丁透露了他即将与碧翠斯结婚的计划并表示但丁的父亲亦在地狱里。为了逃出刻耳柏洛斯的肚子，但丁攻击并破坏了这头野兽的心脏。这使得牠吐了起来，但丁随着牠喷出的血液进入了地狱的下一环。
贪婪：
但丁和维吉尔进入的这个狱环，是那些生前浪费自己的生命去追求物质享受及财富的男女的地狱。其中被判罪的灵魂们受到被货币印刷机反覆切割、碾殺、在融化的黄金中被煮沸和被金币活埋的酷刑。在该环中，但丁见到了他的父亲，他在地狱与路西法达成了一项协议：如果他将自己的儿子杀死，路西法就可以给他许多金币并减免他一千年的刑罚。两人激烈战斗，但最后但丁占了上风，他将他的父亲踢进了一大桶沸腾的黃金之中。
愤怒与死亡之城：
地狱的第五圈，根据维吉尔和但丁感受到空气中的愤怒气息猜测，是愤怒之环。他们在冥河中前进，亡灵们在水中互相打斗，暴力正在蔓延。他们爬上一个魔鬼身上以穿越河流，而在底下认识但丁的男女们都在嘲讽、怒罵他。到了死亡之城的周邊，但丁骑在恶魔菲烈基斯身上，他看到路西法在其中，路西法正宣布他將与碧翠斯结婚，象徵天堂與地獄的結合。但丁殺入了城都中，当路西法击倒菲烈基斯后，但丁紧追着路西法進入了異端者之墓。
异端：
地狱的第六圈是异端之圈，那里的人散布異教的邪說及妄圖的罪惡，而基督的死亡永遠震撼著這一環。当但丁和维吉尔穿越这层地狱时，男女都在烈焰中燃烧并饱受酷刑。但丁遇见了一个挡道的人，他恐嚇他的未來只有死亡與毀滅，而碧翠斯將與路西法結合，而他將永遠的承受苦難。于是但丁消滅了他并与维吉尔继续前进。
暴力：
受刑的灵魂们在巨大的沸血河流中被煮沸，里面的血正是那些受刑的灵魂们生前杀死的那些受害者们的血，但丁和维吉尔进入了地狱的第七圈：暴力之圈。在內索斯的帮助下过了河。她们走进了自杀森林，但丁听到了一个熟悉的呼声于是找到了他的母亲，她从一个树苗长出，然而生长的只是痛苦，并且永远沉浸在自杀的痛苦之中，她没有起而反抗她的丈夫而最终上吊自杀。然而但丁被告知，她是死于熱病。但丁被悲痛笼罩，他使用了十字架，将她的灵魂救出地狱，升上了天堂。他们走到了一个墓地前，是他的战友与密友之一弗朗切斯科的坟墓，他从坟墓中爬出。这片墓地是为了惩罚因亵渎上帝而获罪的灵魂。弗朗切斯科怒发冲冠向但丁报复，他用他较佳的配剑技能与但丁的镰刀决斗。但丁最终击败了弗朗切斯科，将他的脸切成了两半。其内幕是：但丁将他对包括男人、妇女和儿童的异教徒的杀戮归咎于口粮的配给不足所有囚犯，尽管基督徒的口粮有得备用。他不断声称是圣战的过错而不是他自己的过错，但他似乎只是自欺欺人。
欺诈：
在但丁进入欺诈之国的路上，维吉尔与但丁分道扬镳，这是地狱的第八圈。维吉尔告诉但丁需要过桥为了阻止碧翠斯与路西法于桥的另一端举行的婚姻。当但丁过桥时，他便开始反思自己欺诈的行为。他最终发现十字军东征期间只有他该为屠杀无辜囚犯而负责。这使得他在一个关键时刻跌倒，但丁的背叛讓碧翠絲痛徹心扉，對人世間不再抱存希望。于是她按照与路西法的约定，与路西法结了婚并成为地獄的王后，她喪失了聖潔与进入天堂的权利。以冥后姿態的碧翠斯转而攻击但丁，压倒并迫使给他看他的最大的罪恶，让他窥视到地狱第九圈：背叛之圈。但丁坦白是他让碧翠斯的弟弟对囚犯杀戮责任的；而且，作为他先前奸淫罪的恶果，那个之前卖身给但丁的女子的丈夫将但丁的父亲、仆人和碧翠斯全部杀死以报其妻子受凌辱的仇。于是但丁痛不欲生，他向碧翠斯显现了她给他的十字架：他曾答应她，从十字军东征回来后，会将这个十字架还给她的。当但丁乞求她宽恕时，她变得温和起来，使她又回到了她先前天使般的外观。她承诺，他们将很快重逢；但是，为了离开地狱而进入炼狱，他需要独自面对路西法。
背叛：
在降入寒冷的背叛者地狱后，但丁在黑暗中漫游，他发现了一名女灵魂，她指引他到洞穴的中心，但她向但丁提出了一个问题：他是否愿意相信一个被视为背叛者的她，这暗示着她可能在说谎或者没有说出全部真相。但丁在漫无目的地徘徊后，终于见到了一个巨大的、冷冻的并充满铁链的洞穴，他用镰刀切断了那些铁链，在洞穴中心仅见到了好像路西法形体的恶魔，而那个恶魔由于捆绑的铁链被但丁打断而释放出来，并开始攻击但丁。但丁与恶魔厮杀，他离拯救他的炼狱近在咫尺。不过，路西法从冰封形式释放了出来，并轻松地压制了但丁。路西法扬言要进炼狱，从而去天堂取代上帝的位置并将地狱本身带到天堂。但丁意识到他不能靠自己的能力阻止路西法，他用自己的信仰向上帝祈求：牺牲自己的灵魂以防止路西法进入炼狱，他忏悔求主宽恕他的罪，并祈求给予他力量永远捆绑路西法。路西法听到但丁的祈祷赶紧跑回，试图阻止但丁与上帝建立条约；但一道强大的圣光将其阻止，谎言之王（路西法）再次被冰链捆绑。但丁跳入到通往炼狱的井中，以与碧翠斯见面。最后，在炼狱中，但丁说：“既不是完全的活着，也不是彻底死去”。

## 配音
| 配音演员        | 配音人物        |
| --------------- | --------------- |
| Graham McTavish | 但丁·阿利吉耶里 |
| 史蒂夫·布卢姆   | 路西法          |
| 范妮莎·布兰奇   | 碧翠斯          |
| 彼得·杰索普     | 维吉尔          |
| 汤姆·泰特       | 弗朗西斯        |